# 恰吉 (角色)
查尔斯·李·“恰吉”·雷（Charles Lee “Chucky” Ray ）（1958年5月1日—）是恐怖砍殺系列鬼娃恰吉電影中的主要反派角色，是一個兇殘的连环杀手。在一次追捕中中彈流血後，他将自己的灵魂转移到一个“安仔”娃娃（"Good Guy" doll）中，并不断试图将自己的灵魂碎片转移到众多的娃娃身上（每个娃娃都有獨立的意識和记忆）以此试图占领世界。該角色已成为最知名的恐怖形象之一，并在流行文化中多次被提及。1999年，「恰吉」凭借电影《鬼娃新娘》获得MTV电影奖最佳反派提名。
恰吉由唐·曼奇尼 ( Don Mancini ) 原創，並由约翰·拉菲亚 (John Lafia)改編，并由布拉德·道里夫在恰吉系列中真人出演並配音 。在2019年的系列重啟電影《恰吉》中，由馬克·漢米爾为人工智能（AI）版的恰吉 （Chucky）配音，此前他曾在《机器鸡》（Robot Chicken）的一集中为查尔斯·李·雷 (Charles Lee Ray) 配音。

## 出场

### 电影
恰吉在 1988 年的电影《鬼娃回魂》中首次登場。影片中，瀕死的连环杀手查爾斯·李·雷，暱稱恰吉（布拉德·道里夫饰），在一家玩具店内利用巫毒仪式将自己的灵魂转移到一个安仔娃娃身上，以逃离侦探迈克·诺里斯（克里斯·萨兰登饰）的追捕。在成功轉移靈魂後，恰吉假装成一个无生命的玩偶並被送给男孩安迪·巴克利（亚历克斯·文森特飾），此後恰吉开始恐吓巴克利一家，致使他们意识到他还活着。 
恰吉在 1990 年的续集《鬼娃回魂2》中繼續亮相。影片中，安迪在第一部电影的殺人事件后被安置在寄养家庭，复活的恰吉開始繼續尋找安迪。 
在第三部影片《鬼娃回魂 3》（1991 年）中，恰吉在上一部作品時間線的八年后再次起死回生，並開始恐吓在军事學校就读的安迪（贾斯汀·威林飾）。 
《鬼娃新娘》（1998）接上幾部作品展開，恰吉被前犯案同伙兼女友蒂芙尼·瓦伦丁（詹妮弗·提莉飾）复活後将蒂芙尼的灵魂转移到新娘娃娃后。两個玩偶開始恐吓一对年轻夫妇，试图将他们的灵魂转移到人類的身體中。 
《鬼娃新娘之鬼娃也有種》（2004）時間線設定上部作品的六年后，恰吉和蒂芙尼的孩子格伦/格伦达（比利·博伊德配音）复活了他的父母。随后，三人把目光投向了女演员詹妮弗·蒂莉（虚构版角色，由其本人出演），并圍繞她制定了一系列险恶的计划。 
2013年电影《恰吉的诅咒》让回归了系列前三部电影中直截了當的恐怖元素。 这部电影发生在第一部电影事件发生的二十五年后，恰吉来到了妮卡·皮尔斯（菲奥娜·杜里夫飾）的家，妮卡的母親莎拉和他过去曾有過節。恰吉在製造了一系列恐怖事件後，最终杀死了妮卡的所有家人，並將其陷害。 
在《恰吉儀式》（2017）中，恰吉前往關押妮卡的精神病院，與此同時成年的安迪（亚历克斯·文森特饰）试图一劳永逸地阻止恰吉的殺人计划。 在一次試驗中，恰吉開始嘗試将自己的灵魂分裂到许多玩偶裡，从而创建了一支殺人隊伍。影片最後，恰吉成功將靈魂轉移到妮卡身上，並與前來接應的蒂芙尼逃之夭夭。
在电影《头号玩家》中，恰吉短暂客串了 OASIS 虚拟现实模拟程序。
在2019年該系列的重啟電影《恰吉》中，恰吉（马克·哈米尔配音）以島嶼公司（Island Corporation）制造的高科技人工智能巴迪娃娃（Buddi doll）的形式出现。 巴迪娃娃能学习周围环境并做出相应反應以成为主人的终生伴侣。它还可以连接和操作其他卡斯兰公司产品。其中一个娃娃的安全预防措施在组装过程中被一名心怀不满的卡斯兰员工禁了安全預防措施，致使這個恰吉玩偶逐渐产生了杀人倾向：他试图消灭任何破壞他和他的“最好的朋友”——他的主人安迪·巴克利（（加布里埃尔·贝特曼飾）——關係的任何人或事物。

### 电视
2021 年 10 月 12 日，《恰吉儀式》（又稱《鬼娃回魂7》）的续集《鬼娃恰吉》電視劇首映，恰吉重返电视舞台。在电视剧中，14 岁的中学生杰克·惠勒在一個旧货拍卖会上遇到了恰吉，并打算利用他来完成自己的艺术作品。在得知恰吉的身份及他背後意图后，傑克和他的朋友德文·埃文斯和莱克西·克罗斯成為了恰吉的目標，并開始在小鎮上不断製造殺人案恐吓他们。第二季中，傑克等三人被送到了一个專門教育青少年罪犯的天主教學校，而那裡正是少年查爾斯·雷的成長地。在那裡，三人再次與這個殺人玩偶相遇。在這一季中，青少年時期的查爾斯開始在各種闪回场景中出現，並由大卫·科尔史密斯和泰勒·巴里什饰演 ，布拉德·道里夫（Brad Dourif）配音。

## 背景故事

### 《鬼娃回魂》（1988）時間線前

#### 在哈肯薩克
1958 年 5 月 1 日，查尔斯·李·雷 (Charles Lee Ray) 出生于新泽西州哈肯萨克，他的父母是彼得·雷 (Peter Ray) 和伊丽莎白·雷 (Elizabeth Ray)。与他後來自稱的自己「在一個時代充滿殺戮的家庭長大」相反，查尔斯在一个充满爱的家庭中长大，然而他的父母並不知道他患有严重的虐待和杀人傾向。查尔斯七岁时，万圣节當晚「不給糖就搗蛋」遊戲結束後，回到家的他检查了所有的糖果，并发现了一個藏有刀片的蘋果。他不顾一切地咬了下去，在刀片划傷了他的嘴後，他竟咧著滿口是血的牙齒笑了。1965年，在查爾斯7岁生日那天，他用木槌将皮纳塔敲到地上，並在其跌落後继续猛烈將它砸碎。在广播报道哈肯萨克的连环杀人狂正逍遥法外時，查爾斯興奮地将一把刀插入自己的生日蛋糕。不久之後的一個晚上，連環杀手闯入雷一家并当着的查爾斯的面杀死了他的父亲。他的母亲试图和他一起躲在壁橱里。然而，当杀手打開壁櫥時，他惊讶地发现查尔斯捅死了自己的母亲，并對殺手說「我幫了你」。哈肯萨克杀手对這個男孩的行为印象深刻，並教他抹去小刀上的血迹，學會掩盖自己的踪迹，然后将其还给他。 

#### 在伯靈頓少年收容所
父母去世后，查尔斯被安置在伯灵顿县少年收容所。他開始接受一位名叫阿曼达·米克斯特（Amanda Mixter）心裡医生的治疗（她称他为“查理”），但米克斯特并没有帮助查尔斯走出陰影，而是鼓励他接受自己的杀人倾向，摧毁了查尔斯心中仅存的人性，並声称那是人類很「無趣」的一部分。在一次会面中，米克斯特詢問他是否是事先计划好杀死自己的母亲，抑或是一个臨時自发的决定。1972 年，查尔斯 14 岁时，在另一次会议上，她詢问他最喜欢哪种杀人方式。他回答自己喜欢有计划的杀戮和自发的杀戮，但臨時自发杀戮最有趣。此後，两人还会一起跳舞，並成為同夥。查尔斯在收容所裡和孩子們打成一片，趁機教他们說脏话，给他们講围绕谋杀展開的變態童话故事，並试图让自己身邊的三个男孩加入他的殺人隊伍。
有一天，查爾斯在兒童收容院的走廊裡行走時，踩髒了門警剛剛脫好的地板，因此遭到門警的訓斥。之後，他割断了門警的喉咙，並砍掉他的手，将残缺不全的尸体掩藏在收容院的不遠處，並在一次遊戲中和三個男孩模仿成彼得·潘和「迷失的男孩」，將要去尋找“胡克船长”。查爾斯將三個男孩帶到藏屍處，殘缺生蛆的屍體嚇跑了其中兩個孩子，只有一个名叫埃迪·卡普托的小男孩撿起樹枝捅了捅門警的屍體。查爾斯認為他是一個有潛力的殺手，並在未來成為了他的同伙。警察到来时，查尔斯决定逃跑，並将門警的断手留下作为送给埃迪的礼物，然后潛入夜色中。 在被迫逃离孤儿院后，他也与米克斯特失去了联系。
1984 年，查尔斯參與了一起9死5傷的殺人案件。据當局通報，他還是周五发生的一起绑架事件的主要嫌疑人，并在周末开枪射杀了一名试图抓捕并审问他的警察。

#### 結識蒂芙尼
1986年，查尔斯在一家夜总会遇見了一位名叫黛利拉的女子和一位红发女子，然后把她们带到一家酒店。正在床上进行前戏的两个女人被查尔斯打断，他把红发女人拉到一边，用刀抵住了她。令他惊讶的是，這個个女人不但没有害怕，反而慫恿他做下去。雷随后轉身选择杀死另一個女人，黛利拉，並將她捅傷，把刀遞給一旁的红发女郎。在一起完成殺戮後，这对男女在床上热情親吻，红发女孩告诉查尔斯她叫蒂芙尼，然后說查尔斯“应该叫恰吉”，而他回應她喜歡她金髮的樣子  1987 年，恰吉和蒂芙尼杀死了一名出售二手汽车的男子，並劫車离开哈肯萨克。

#### 在芝加哥
1988年，恰吉和蒂芙尼搬到了芝加哥，在此期间兩人过着身兼连环杀手和普通平民的生活。在一位名叫约翰·毕肖普（John Bishop）的巫術士指导下，恰吉開始学习巫毒術，以此学习假死的技能。在约翰不知情的情况下，恰吉利用这些原本是以行善為目的的教义，实施一系列仪式性谋杀，因此得名“湖岸绞杀者”（Lakeshore Strangler）。此时，帮助他实施罪行的已知同谋是他的情人蒂芙尼·瓦伦丁和他的徒弟埃迪·卡普托。在此時的众多谋杀案受害者中，有一位名叫维维安·范·佩尔特 (Vivian Van Pelt) 的女子，查爾斯为了牟利而从她那里偷走了一枚价值 6,000 美元的戒指，蒂芙尼发现了这枚戒指并误以为是查尔斯打算送给她的订婚戒指。而查爾斯也極有可能是在這一時期殺死了蒂芙尼的母親。
與此同時，在附近舉行的烧烤会上，經以為共同的朋友介紹，查爾斯認識了一位名叫莎拉的女士和她的家人。他低头看着年幼的巴布（莎拉的長女），说她有一雙和她母亲一樣的眼睛一樣。查尔斯開始癡迷於莎拉，想要将她占为己有。一天晚上，查尔斯开车去找莎拉的丈夫丹尼尔，并载他回家。在回去中的途中，查尔斯淹死了丹尼爾，並把現場偽造成一场意外事故。此後，他参加了丹尼尔的葬礼，不久后就绑架了莎拉。
大约在同一时间，当蒂芙尼发现恰吉備著她偷偷杀人时，兩人之间的关系開始变得紧张。蒂芙尼随后匿名给芝加哥警方舉報查爾斯，並告诉他们「湖岸绞杀者」的下落，警察隨後追到了查爾斯囚禁莎拉的地方。愤怒的恰吉认为莎拉背叛了他，于是刺伤了她的腹部，这导致她尚未出生的孩子妮卡·皮尔斯腰部以下完全瘫痪。不久，查基和迈克·诺里斯警探之间发生了一场追捕行動。追捕行動以兩人同歸於盡和查爾斯的「死亡」告終，邪惡的殺人玩偶恰吉從此誕生。

## 角色

### 设计

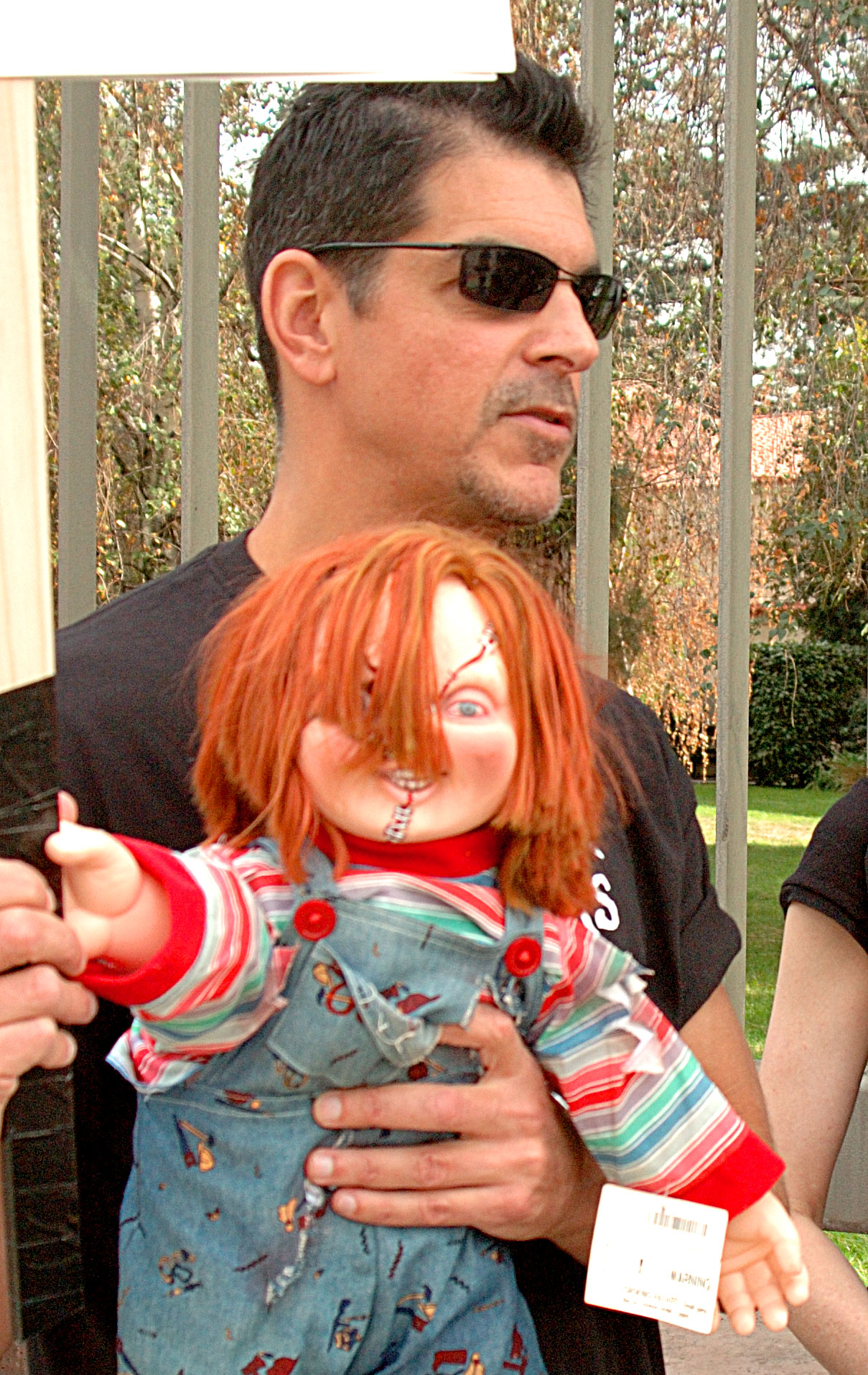
曼奇尼與恰吉，2007年

在《鬼娃回魂》的原剧本《不存在的電池》（Batteries Not Included ）中，安迪将自己的血液与玩偶的假血混合后，一个名为“巴迪”的玩偶复活了，并能夠瞄准他任何的敌人，以此發洩安迪压抑的憤怒。然而，作家約翰·拉菲奧后来重写了曼奇尼的原始剧本，并创造了查尔斯·李·雷这个角色来占有娃娃（现在命名为“恰吉”），并让他去追捕他的敌人。
《鬼娃回魂》的创作者兼合著者唐·曼西尼解释说，《恰吉》很大程度上借鉴了「我的好朋友」（My Buddy）玩偶：“在我最初的剧本中，他被称为「巴迪」（Buddy），但由于‘我的好朋友’玩偶的版權，我们无法使用它。导演出去买了一个“我的好朋友”娃娃、一个拉基迪·安娃娃（Raggedy Ann）、一个拉格迪·安迪娃娃（Raggedy Andy），以及一个真人大小的婴儿娃娃。我告诉[设计师] 凯文·雅格是，我想要一些类似于 My Buddy 娃娃的玩偶。我在原来的剧本中稱其為“巴迪”，现在是“恰吉”。他穿着红色纽扣工装裤、红色运动鞋、条纹毛衣，有一頭红发、一雙蓝眼睛，臉上有一些雀斑。凯文為恰吉畫了很多張设计草图，直到最终版本被选定。然后，亚格尔根据这些草图和我描述的细节制作了第一个玩偶。” 

### 飾演
在前三部电影中，恰吉由由布洛克·温克利斯领导的九人木偶师团队控制。他通过无线电控制使恰吉的嘴移動，并佩戴著一個能夠捕捉其嘴部运动的装备。其他人則负责操作娃娃的头部、面部和四肢。到電影《恰吉的诅咒》時 ，恰吉不再需要像原先那樣由許多人控制，他的嘴開始在不需要任何设备控制下，通过无线电控制装置进行操作，由首席木偶师托尼·加德納操作。在第一部电影中，為了完成恰吉必须在广角镜头中走动的场景，由一位身着真人大小服装的特技侏儒演员埃德·盖尔飾演恰吉，在角色設定行走的场景中，佈景與道具被故意做大以適應演员的尺寸。  